# Миманса
Миманса (санскр. मीमांसा — «исследование», «изучение», «размышление») — одна из ортодоксальных школ (даршан) индуистской философии. Иное название — пурва-миманса («первая миманса», или «предшествующее, первое исследование», в отличие от веданты, называемой уттара-мимамса, или «последующее, дальнейшее исследование»). Основные принципы школы — ритуализм, ортопраксия (установка на «правильное действие»), антиаскетизм и антимистицизм. Центральная цель школы — разъяснение природы дхармы, понимаемой как обязательное исполнение набора ритуалов, выполняемых определённым образом. Природа дхармы недоступна для рассуждения или наблюдения, и должна быть основана только на авторитете Вед, считающихся вечными и непогрешимыми, что связано с их «не-авторским» (апаурушея) происхождением. Пурва-миманса отрицает достижение мокши («освобождения») как цель жизни, а также отвергает существование Бога-творца и управителя Вселенной. Школа оказала огромное влияние на формирование социальной системы индуистского общества.

## Терминология
Миманса, известная кроме того как пурва-миманса («первое исследование», также карма-миманса), является школой, контрастирующей с ведантой, или уттара-мимансой («последующее изучение», также брахма-миманса). Это подразделение основано на понятии о дихотомии ведийских текстов, где разграничиваются карма-канда, раздел Вед, в котором рассматриваются жертвенные обряды (Брахма-Самхита), и джняна-канда, раздел, в котором описывается контакт со знанием Брахмана (Упанишады).

## История
Происхождение даршаны идёт от традиций брахманской учёности заключительных столетий до нашей эры, когда священническая обрядность ведийского жертвоприношения была «маргинализована» под влиянием буддизма и веданты. Чтобы противодействовать этому вызову, появились несколько групп, занявшихся укреплением авторитета Вед и созданием твёрдой формулировки правил для их интерпретации. Миманса усиливается в период Империи Гупта, и достигает своей кульминации в VII—VIII веках, в философских трудах Кумарила-бхатты и Прабхакары.
Миманса в течение длительного времени в Раннем Средневековье оказывала доминирующее воздействие на формирование индуизма и была главной силой, способствовавшей снижению значения буддизма в Индии. Однако влияние даршаны значительно упало в позднем Средневековье, и на сегодняшний день миманса практически полностью пребывает в тени веданты.

## Тексты мимансы
Основополагающий текст для школы мимансы — «Пурва-миманса-сутра», написанная риши Джаймини (приблизительно в III—I веке до н. э.). Главный комментарий был составлен Шабарой приблизительно в V или VI веке н. э. Школа достигает апогея в философских трудах Кумарила-бхатты и Прабхакары (приблизительно 700 г. н. э.). И Кумарила-бхатта, и Прабхакара (наряду с Мурари, работа которого на данный момент утеряна) создали обширные комментарии к Мимансасутрабхашьям авторства Шабары. Кумарила-бхатта, Мандана Мишра, Партхасарати Мишра, Сучарита Мишра, Рамакришна Бхатта, Мадхава Субходини, Шанкара Бхатта, Кришнаяджван, Анантадева, Гага Бхатта, Рагавендра Тиртха, Виджайиндра Тиртха, Аппайа Дикшитар, Парутхиюр Кришна Шастри, Магомахападьяья Шри Рамсубба Шастри, Шри Венкатсубба Шастри, Шри А. Чинасвам Шастри, Сенгалипурам Вайдхьянатха Дикшитар — вот некоторые философы-мимансаки.
Риши Джаймини в тексте Миманса Сутра (III век до н. э.) подытожил общие правила ньяи для интерпретации Вед. Текст содержит двенадцать глав, из которых философской ценностью обладает первая глава. Комментарии относительно Миманса Сутры Бхартримитры, Бхавадаса, Хари и Упаварши утеряны. Шабара (I век до н. э.) — первый комментатор Миманса Сутры, чья работа дошла до нас. Его Бхашья (bhāṣya) — основание всех более поздних работ школы миманса.
Кумарила-бхатта (VII век н. э.), основатель первой школы мимансы, составил комментарии и к Миманса-Сутре, и к Бхашье Шабары . Его трактат состоит из трёх частей — Шлокаварттика (Ślokavārttika), Тантраварттика и Туптика. Мандана Мишра (VIII век н. э.) был последователем Кумарилы, создавшим Видхививеку и Мимасанукрамани. Существует несколько комментариев к работам Кумарилы. Сукарита Мишра сочинил Кашика (комментарий) к Шлокаварттика. Сомешвара Бхатта создал Ньяясудха, также известный как Ранака, комментарий к Тантраварттика. Партхасарати Мишра написал Ньяяратнакара(1300 г. н. э.), ещё один комментарий к Шлокаварттика. Он также создал Шастрадипика, независимую работу над Мимансой и Тантраратной. Варттикабхаранья, написанная Венката Дикшитой, является комментарием к Туптике.
Прабхакара (VIII век н. э.), основатель второй школы мимансы, создал свой комментарий Брихати к Бхашья Шабары. Риджувимала, составленная Шаликантхой (IX век н. э.), является комментарием к Брихати. Его же авторства Пракарнапанчика — независимая работа этой школы, а также Паришишта — краткое объяснения Бхашьи Шабары. Ньяявивека Бхаванаты имеет дело с представлениями этой школы в деталях. Основателем третьей школы мимансы был Мурари, работы которого до нас не дошли.
Ападева (XVII век) создал элементарное руководство по мимансе, известное как Мимансаньяяпракаша, или Ападеви. Артхасамграха Лаугакши Бхаскары основан на Ападеви. Шешвара Миманса, написанная Веданта Дисикой, стала попыткой объединить представления школ мимансы и веданты.

## Эпистемология
В разработку вопросов эпистемологии школа миманса внесла весьма значительный вклад. В отличие от ньяи или вайшешики, школа Прабхакары признаёт пять праман, то есть источников истинного знания, школа Кумарила-бхатты признаёт шесть праман. В дополнение к четырём праманам, принятым школой ньяя, а именно:
- пратьякша— «восприятие»,
- анумана — «логический вывод»,
- упамана — «сравнение»
- шабда — «авторитет, или свидетельство»,

школа Прабхакары признаёт
- артхапати (arthāpatti) — «постулирование»,

школа Кумарила-бхатты признаёт помимо артхапати также
- ануапалабдхи — «невосприятие».

Более интересная особенность школы миманса — уникальная эпистемологическая теория, утверждающая самодостоверность и законность всего познания как такового. Считается, что всё знание достоверно ipso facto, то есть в силу самого факта (Сатахпраманьявада). Таким образом, то что требует доказательств, не является истинным знанием, но ошибочно за него принимается. Последователи школы мимамса защищают самодостаточность знания и относительно его происхождения (упатти) и относительно установления (джнапти). Мимансаки использовали эту теорию для обоснования неоспоримой истинности Вед.

## Онтология
Философы-мимансаки, в противовес буддистам и адвайтистам, признают реальность и вечность мира, составляющих его материальных элементов и душ (Атман), подчиняющихся, как и все объекты, закону кармы, но не видят необходимости в бытии Бога-творца.
Прабхакара постулирует восемь категорий существования — субстанция (дравья), качество (гуна), действие (карма), всеобщность (саманья), присущность (паратантрата), энергия (шакти), подобие (садришья), число (санкхья).
Таким образом, метафизике мимансы свойственны реализм и плюрализм.

## Самоценность ритуала. Апурва
Жертвоприношение имеет целью не снискание милости божеств, которые, согласно мимансе, суть лишь имена, содержащиеся в ведических сакральных гимнах, но обретение апурвы — особой потенциальной энергии, связывающей ритуал и его эффект, состоящий в достижении посмертного небесного блаженства.

## Некоторые оценки
Сарвепалли Радхакришнан в своём труде «Индийская философия» говорит о «неудовлетворительности» и «несовершенстве» мимансы как системы философии, поскольку она игнорирует коренную проблему первичной реальности; её религия, собственно говоря, не имеет действительного предмета для почитания.
С другой стороны, Рене Генон в русле присущего ему понимания индуистской мысли в качестве целостного метафизического комплекса, в котором отдельные ветви-даршаны служат лишь разными аспектами единой доктрины, в работе «Человек и его осуществление согласно Веданте» характеризует пурва-мимансу как необходимую и строго ортодоксальную ступень в общей совокупности «двух миманс», пурва- и уттара- (то есть веданты), предназначенную для определения «смысла священных текстов» применительно к практическим предписаниям, касающимся ритуальных действий, но не чистого познания, что составляет уже уровень веданты.